# Nu Latitante
Nu Latitante è un singolo del cantante Tommy Riccio del 1993, dove la canzone fu un successo internazionale diventando colonna sonora di vari film, nel 1998 viene inserita nel film di Vincenzo Salemme (L'amico del cuore), nella serie televisiva Il commissario Raimondi e nel 2003 viene anche dedicato un film Il latitante, dove lo stesso Tommy Riccio partecipa al film e come colonna sonora sempre Nu Latitante . La canzone viene ricantata anche dal cantante siciliano Gianni Celeste che la reinserì nell'album Nuvole dello stesso anno.